# Pianoconcert nr. 20 (Mozart)
Pianoconcert nr. 20 in d mineur, KV 466, is een pianoconcert van Wolfgang Amadeus Mozart. Hij schreef het stuk in 1785.

## Orkestratie
Het pianoconcert is geschreven voor:
- Fluit
- Twee hobo's
- Twee fagotten
- Twee hoorns
- Twee trompetten
- Pauken
- Pianoforte
- Strijkers

## Delen
Het pianoconcert bestaat uit drie delen:
1. Allegro
2. Romance
3. Allegro assai